# Ionier
Die Ionier (altgriechisch Ἴωνες Íōnes) waren neben den Aiolern, Dorern und den Achaiern einer der Stämme des alten Griechenland. Ihr Siedlungsgebiet war vor allem Mittelgriechenland (Attika mit Athen, Euboia). Im Zuge der Ionischen Kolonisation besiedelten sie, möglicherweise schon ab dem 11. Jahrhundert v. Chr., auch die Küsten Südwest- und West-Kleinasiens. Aufgrund ihrer geographischen Lage und militärischen Stärke war der ionische Einfluss in Kleinasien im 7. Jahrhundert v. Chr. im Vergleich zu anderen Hellenen so groß, dass asiatische Völker Griechenland als Ionien kennen (vergleiche die Wörter für „Griechenland“ und „Griechisch“: Yamanni bei den Assyrern, Jawan in der hebräischen Bibel, Yavana bei den Indern sowie يونان / Yūnān, يوناني / Yūnānī auf Arabisch und Persisch und Yunanistan, Yunanlı und Yunan auf Türkisch).

## Entwicklung Ioniens
Das ionische Stammland wurde zum Sprungbrett von Kolonisten unterschiedlichster Herkunft. So war es eben nicht die gemeinsame ethnische Zugehörigkeit, die das spätere Ioniertum begründete, sondern die gemeinsame Auswanderungsgeschichte und das gemeinsame Auswanderungsland. Identitätsstiftend wirkten der Kultus, der auf Ion (3) als Stammesvater gründete, und die mitgeführten Eigenheiten. Später kamen gemeinsame Dialekte und Lebensformen hinzu, die sich erst in der neuen Heimat entwickelten. Während die zurückgebliebenen Ionier ihren Stamm für klein und unbedeutend hielten und sich für dessen Namen schämten, waren die Auswanderer, so Herodot (1.143), stolz auf ihr Ioniertum. Ausdruck hierfür sind nicht zuletzt der elitäre Ionische Bund und das gemeinsame Bundesheiligtum, das Panionion. Bis in das 5. Jahrhundert v. Chr. hinein blieb das Bewusstsein der gemeinsamen Stammeszugehörigkeit, auch politisch, ein bedeutender Faktor. Der Erste Attische Seebund beruhte gleichsam auf dem Ioniertum und trat mit einem gesamtionischen Anspruch an. Die Machtstellung Athens profitierte hiervon deutlich.
„Ionien“ – das war nun das gemeinsame Siedlungsgebiet in Kleinasien, nicht das kleine Attika. Bereits im 7. Jahrhundert v. Chr. hatten sich die bedeutendsten Städte und Inseln zur Dodekapolis, zur Zwölfergemeinschaft, zusammengeschlossen. Kolophon, Ephesos, Milet, Priene sowie Samos und Chios gehörten dazu. Weitere Mitglieder war der Ionische Bund nicht bereit aufzunehmen.

## Persische Vorherrschaft

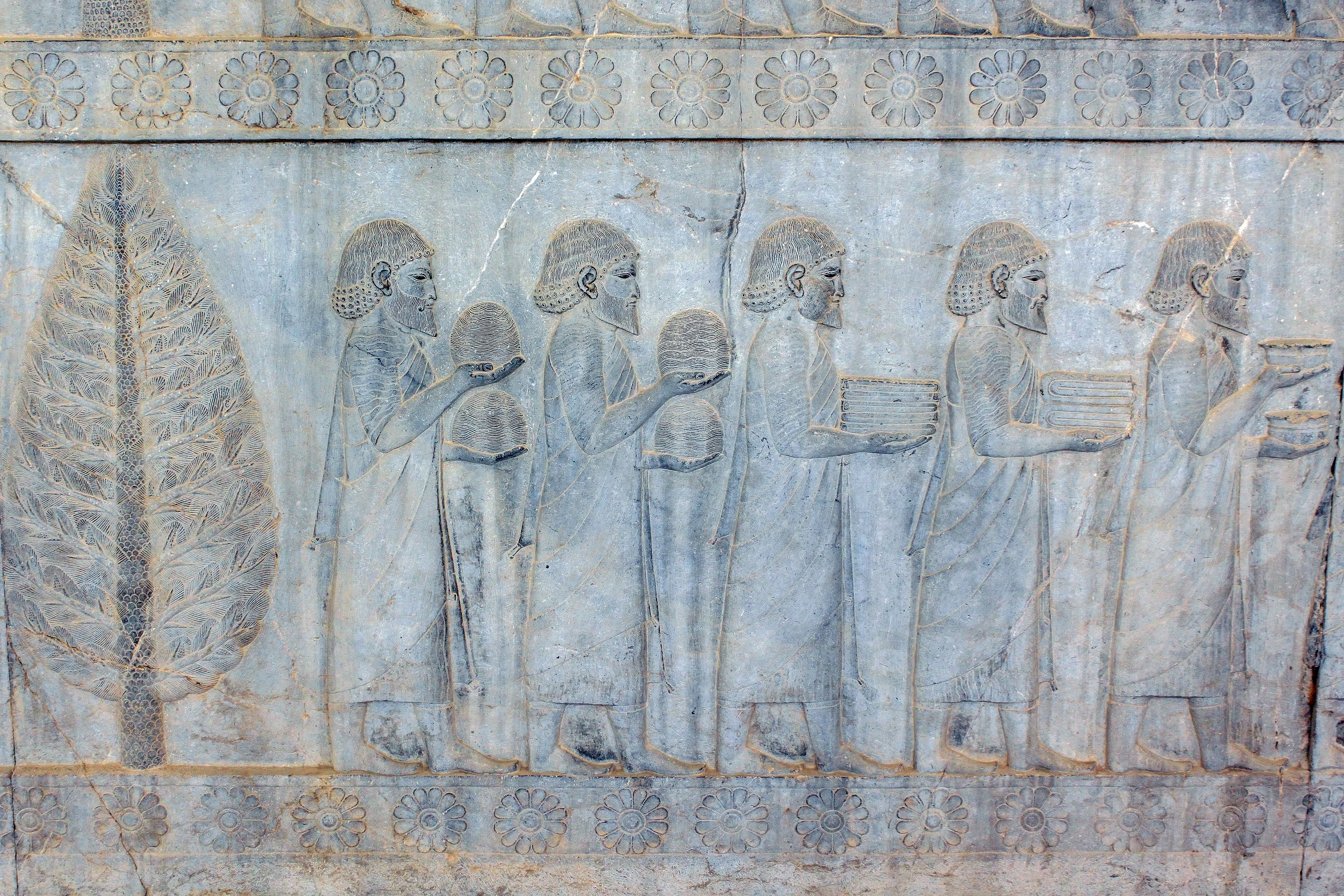
Die Ionier, Persepolis

Um 550 v. Chr. hatte der Lyderkönig Kroisos nahezu ganz Kleinasien unter seine Herrschaft gebracht und die griechischen Städte unter eine milde Oberherrschaft gestellt. Aber bereits 547/46 v. Chr. fiel das lydische Reich an die Perser. Auch die ionischen Städte, nicht jedoch die Inseln, waren nun tributpflichtig. Solange die blühende Wirtschaft, welche die ionischen Städte wohlhabend gemacht hatte, nicht beeinträchtigt wurde, betrachtete man die persische Herrschaft nicht als Last. Im Gegenteil: Die neuen Herren waren in erster Linie Kunden, und schließlich war Persien in der Abwicklung seiner Handelsgeschäfte im Westen des Reiches auf die griechischen Häfen angewiesen. Die in den Schwarzmeerraum und nach Ägypten ausgreifenden persischen Feldzüge schnitten Ionien jedoch von den wichtigsten Handelsrouten ab. Erst jetzt formierte sich Widerstand gegen die persische Tyrannis. Der Ionische Aufstand von 500/499 v. Chr. bis 494, von Persien niedergeschlagen, war die erste militärische Begegnung von Griechen und Persern.

## Hellenismus
In hellenistischer Zeit wieder zur Blüte gelangt, gelten die Ionier als Hauptträger der griechischen Kultur.

## Ionische Naturphilosophie
Vertreter der ionischen Philosophie waren u. a.:
- Thales
- Anaximander
- Anaximenes
- Heraklit